# Johannes Wendel Kirchner
Johannes Wendel Kirchner (* 1628 in Kiedrich, Hessen; † 1709 ebenda) war ein deutscher Orgelbauer.
Seine Lehre absolvierte er bei Georg Geißel, der zur berühmten Mainzer Orgelbauerschule gehörte. Danach reiste er zunächst innerhalb der Region. 1652 renovierte er die Orgel zu Kiedrich. Weitere Reparaturarbeiten führte er in Eltville, in Wiesbaden (Mauritiuskirche) und in Mainz (Stephanskirche) durch.
Es folgte ein fünfjähriges Engagement in Bad Marienberg (Westerwald). Dort baute er auch eine Orgel und war außerdem drei Jahre lang als Lehrer tätig, bevor er wieder nach Kiedrich zurückkehrte. Ein Versuch, ihn 1666 wieder nach Marienberg zu holen, scheiterte, weil er es inzwischen zum Bürgermeister von Kiedrich gebracht hatte.
Seine Söhne Christoph und Johann Heinrich übernahmen später seinen Betrieb.